# هيدرا (جزيرة)
هيدرا (Ύδρα) هي جزيرة في إقليم أتيكا في اليونان. وهيي تتبع أررخبيل الجزر السارونية. ولا توجد بها سيارات ويتم التنقل فيها عن طريق الدواب والدراجات.

## توأمة
لهيدرا (جزيرة) اتفاقيات توأمة مع كل من:
- ميسولونغي
- ايريجلى
- بايون